# Impatiens finetii
Impatiens finetii är en balsaminväxtart som beskrevs av Tardieu. Impatiens finetii ingår i släktet balsaminer, och familjen balsaminväxter. Inga underarter finns listade i Catalogue of Life.